# کروسیدولیت
کروسیدولیت  (به انگلیسی: Crocidolite) با فرمول شیمیایی  از مجموعه کانی هاست و از واژه یونانی Krokus یعنی رشته‌ای اخذ شده‌است. در زیر شعله سبز رنگ است. در برابر اسیدها مقاوم است. Na2O:۷٫۰۳٪  Fe2O۳:۳۶٫۲۹٪  SiO۲:۵۴٫۶۳٪  H2O:۲٫۰۵٪  وادخال‌های (Al,Mg,Ti,Fe(+۲ برای اولین بار در آفریقای جنوبی کشف شد و از نظر شکل بلور: منشوری - رشته ای، شفافیت: غیر شفاف - نیمه کدر، جلا: شیشه‌ای - مات، رخ: کامل- مطابق با سطح، سیستم تبلور: مونوکلینیک و در رده‌بندی سیلیکات  همچنین خاصیت مغناطیسی ندارد و منشأ تشکیل آن دگرگونی مجاورتی است.
همایند کانی‌شناسی (پارانژ) آن پاراژنزها - سختی - کلیواژ - واکنشهای شیمیایی و اشعه Xتورمالین- کومینگونیت- ریبکیت- آلبیت است
، از نظر ژیزمان بلوری - آگرگات رشته‌ای - شعاعی کمیاب است و بیشتر در آفریقای جنوبی، روسیه و گاهی در استرالیا یافت می‌شود.

## منبع
- پردیس کشاورزی ایران